# Тарба, Иван Константинович
Ива́н Константи́нович Та́рба (21 марта 1921, Беслахуба, Абхазская АССР — 21 января 1994, Сухум) — абхазский советский писатель, поэт; лауреат Государственной премии Абхазской АССР им. Д. И. Гулиа, премии ЦК Компартии и Совета Министров Грузинской ССР, секретарь Совпрофа Абхазии.

Почтовая марка с изображением Народного писателя Абхазии И. К. Тарба

## Биография
Родился 21 марта 1921 года в селе Беслахуба Очамчырского района Абхазской АССР. Окончил Педагогический институт им. А. М. Горького в Сухуми.
В 1930-е годы начинал журналистскую деятельность, работая в редакции районной газеты «Большевистский путь», а позднее — в редакциях областных газет «Апсны Капш» (Красная Абхазия) и «Советская Абхазия».
В 1940 году вступил в члены КПСС и работал инструктором Абхазского обкома партии. В 1947 года закончил Сухумский педагогический институт имени А. М. Горького.
В 1958 году избран председателем абхазского отделения Союза писателей СССР.
Вёл большую общественную и партийную работу: был министром просвещения Абхазской АССР, избирался секретарем Абхазского обкома партии, депутатом Верховного Совета СССР и Верховного Совета Абхазской АССР.
Скончался 21 января 1994 года в Сухуме. Похоронен в Пантеоне писателей и общественных деятелей Абхазии.

## Семья
- Жена — Этери Константиновна Когония (1932—1993) — Народная артистка Абхазской АССР.

## Награды
- орден Трудового Красного Знамени (1966)
- орден Дружбы народов (20.03.1981)
- орден «Знак Почёта» (14.05.1971)
- медали

### Собрание сочинений
- Иалкаау иьымтакуа. т. 1—3, Akya, 1971—73; (в рус. пер. — С первых дней, Москва, 1953: О друзьях-товарищах, Москва, 1957; Испытание, Москва, 1968);
- Избранные произведения в двух томах. — Оформление худож. Е. Гольдина. — М.: Художественная литература, 1981.
  - Т. I. Стихотворения; Поэмы. Пер. с абхазского. — Вступит. статья Н. Тихонова. 1981. — 295 с.; 25 000 экз.
  - Т. II. Солнце встаёт у нас: Роман. Пер. с абхазского В. Солоухина; Вступит. статья М. Алексеева. 1981. — 200 с.; 25 000 экз.